# FHR School of Law
De FHR School of Law is een Surinaamse hogeschoolinstelling voor onderwijs in rechtsgeleerdheid. Het is een subschool van het FHR Lim A Po Institute for Social Studies.
De School of Law deed meerdere keren mee aan de Law Moot Competition van het Caribisch Hof van Justitie (CCJ), waaraan rechtenstudenten van Caribische universiteiten deelnemen. Tijdens de deelname in 2015 werd de vierde plaats behaald.
Een bekende student van de FHR School of Law was Stuart Getrouw, de minister van Justitie en Politie van 2018 tot 2020. Hij studeerde er internationaal recht en rechtsvergelijking. De oud-studente Ruth de Miranda verkreeg bij de UNESCO een hoge positie als directeur van Human Resources Management.

## Studenten
Hieronder volgen (voormalige) studenten met een artikel op Wikipedia:
- Stuart Getrouw, minister
- Gloria de Mees, diplomaat en jurist